# Makuragaeshi

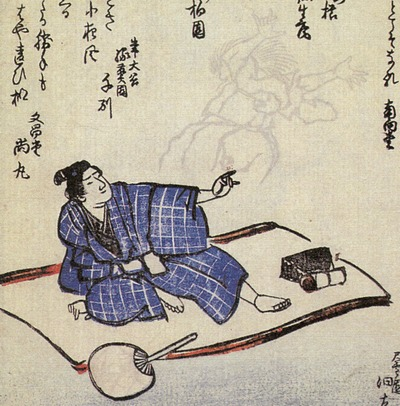
"Makuragaeshi" (枕 返 シ) dal Kyōka Hyaku Monogatari di Masasumi Ryūkansaijin

Il makuragaeshi (枕 返 し o 反 枕, capovolgi cuscini) è uno yōkai giapponese. Di notte venivano al lato del cuscino e lo capovolgevano. Sono anche conosciuti per cambiare la direzione in cui sono rivolti la testa o i piedi. Si trovano spesso in molte storie reali dal periodo Edo al periodo moderno, e spesso si dice che appaiano come un bambino piccolo o un bōzu, ma non ci sono racconti chiari su come appaiono. Nella raccolta di immagini yōkai del periodo Edo, il Gazu Hyakki Yagyō, sono raffigurati come Niō in miniatura. 

## Leggende in base alle zone

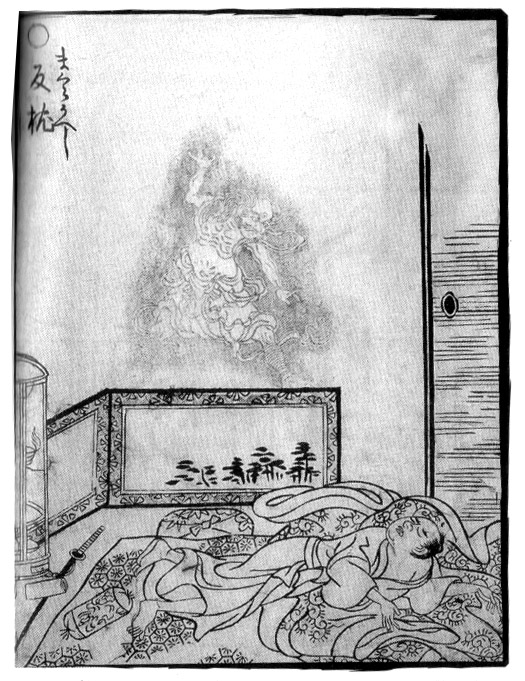
"Makuragaeshi" (反 枕) dal Gazu Hyakki Yagyō di Sekien Toriyama

Oltre ad essere visto come uno yōkai, si pensa anche che le persone che sono morte in una stanza diventino il makuragaeshi di quella stanza. Ci sono storie di viaggiatori facoltosi che vengono in queste terre e vi alloggiano (inclusi zatō, pellegrini buddisti, farmacisti, che differiscono per l'area in cui se ne parla, ma tutti i viaggiatori che vanno in queste terre) e vengono ingannati dal proprietario della casa e si fanno rubare i soldi, dopodiché ogni notte lo spirito del viaggiatore muove i cuscini delle persone che vi alloggiano, tra le altre storie. 
Nella regione di Tōhoku, si dice spesso che il makuragaeshi sia uno scherzo fatto da zashiki-warashi. La studiosa di folklore Kizen Sasaki nota in Tōno no Zashiki-warashi to Oshira-sama (遠 野 の ザ シ キ ワ ラ シ と オ シ ラ サ マ, Zashiki-warashi e Oshira-sama di Tōno) che oltre a girare i cuscini, premevano anche sui corpi delle persone mentre dormivano, sollevavano i tatami e lasciavano piccole impronte dietro. Questo stesso libro continua e osserva che a South Samuraihara, distretto di Kunohe, Prefettura di Iwate (ora Kuji) e a Mukai, città di Miyako, distretto di Shimohei (ora città di Miyako), c'è un pilastro misterioso, e si dice che se una persona dorme di fronte a questo cuscino, si imbatterà in makuragaeshi, rendendo il sonno molto difficile. 
A Omoto, distretto di Shimohei, prefettura di Iwate, si dice che una volta in una certa casa, una persona deceduta sia stata messa in una bara e lasciata nella residenza, dopodiché un incendio ha bruciato la bara e le stuoie di tatami, e nonostante il cambio di tutti i tatami dopo, quelli che dormono in cima a questo tatami si scontrerebbero con il makugaeshi. Ci sono diverse teorie su ciò che c'è veramente dietro questo makuragaeshi, ad esempio che sia stata opera di un tanuki o di una scimmia, tra gli altri. 
A Higashiagatsuma, distretto di Agatsuma, Prefettura di Gunma, si dice che il makuragaeshi sia l'atto di un gatto trasformato in un kasha, e si dice che quando le persone dormono rivolte a est, le gira verso ovest.
Ci sono anche regioni in cui uno yōkai con le sembianze di un bambino è chiamato makura-kozō (枕 小僧). Nel distretto di Iwata, nella prefettura di Shizuoka, il makura-kozō ha un'altezza di circa 3 shaku (circa 90 centimetri), e si dice che faccia scherzi come capovolgere i cuscini di chi dorme da solo. 

## Nei templi
Alcune storie sull'incontro con un makuragaeshi in alcune stanze ed edifici possono essere viste nei templi di varie terre del Giappone.
A Daiō-ji, a Ōtawara, nella prefettura di Tochigi, c'è un rotolo appeso con un fantasma disegnato su di esso chiamato "Makuragaeshi Ghost" (Makuragaeshi no Yūrei), e si dice che se si appende questo rotolo, si troverà il proprio cuscino girato la mattina. Questo è stato disegnato da un artista di nome Koryūen Ōkyo, ma in una teoria, c'è un detto che dice che è stato effettivamente disegnato da sua madre malata a letto, e la madre morì subito dopo che l'immagine fosse finita, dopodiché si verificarono vari eventi paranormali in relazione al disegno, quindi è stato collocato in questo tempio come un memoriale. A Ōkubo-ji, aSanuki, nella prefettura di Kagawa, se un makura-kozō sta vicino al cuscino di qualcuno mentre dorme, colui che dorme non potrà più muovere il proprio corpo, quindi le persone sono avvertite di non dormire lì. 
Ci sono anche esempi di templi di makuragaeshi che si dice siano prodigiosi a cui il tempio stesso è dedicato come principale oggetto di culto. A Daichū-ji nel campo di Nishiyama, Ōhira, Tochigi, Prefettura di Tochigi, c'è una stanza chiamata "Makuragaeshi Space" (makuragaeshi no ma). Si dice che una volta ci fosse un viaggiatore che alloggiò in questa stanza e che dormisse con i piedi rivolti verso il principale oggetto di culto, ma al mattino la sua testa era di fronte al principale oggetto di culto, e questo è considerato come uno dei sette misteri di Daichū-ji. In un tempio chiamato Hakusan-ji a Koganeda, in provincia di Mino (ora Seki, Prefettura di Gifu), c'è un Kannon Bosatsu chiamato "Makuragaeshi no Kannon" che è adorato, e si dice che essendo all'interno del tempio, qualcuno, per qualche ragione, finisce per sentirsi assonnato, che ci si appisolerebbe anche se si è proprio di fronte all'altare buddista, ma si dice che sognare di avere il proprio cuscino ribaltato sia la prova che il proprio desiderio sarà esaudito. 

## Makuragaeshi che prendono vita
Ci sono anche esempi di leggende che non si limitano a fare scherzi, ma che prendono anche la vita delle persone.
A Kanazawa, nella prefettura di Ishikawa, si dice che in una certa residenza sarebbe apparso un makuragaeshi con le sembianze di una bella donna, ma quando il servitore di calzature (zōri) di quel luogo fu deriso da questo makuragaeshi di fronte alla residenza, il servo è caduto privo di sensi proprio lì ed è morto.
Nel distretto di Hidaka, nella prefettura di Wakayama, si dice che c'erano 7 taglialegna che tagliavano un grande albero hinoki vicino al fiume Komata, e di notte, mentre i 7 dormivano, apparve uno spirito dell'albero e girò i cuscini, e tutti e 7 morirono. C'è una storia simile a Wakayama in cui 8 taglialegna stavano cercando di tagliare un albero momi, e si sono arresi a metà perché non poteva essere tagliato in un giorno, e il giorno successivo, l'apertura del taglio è tornata com'era prima. Pensando a questa stranezza, hanno continuato a vegliare sull'albero di notte, quando hanno visto uno spirito del legno mettere trucioli di legno nel taglio. Dopo questo, i taglialegna avrebbero bruciato tutti gli scarti mentre tagliavano l'albero, così potevano finalmente finire di tagliarlo. Dopo averlo fatto, una notte, lo spirito del legno è arrivato dai taglialegna e ha girato i loro cuscini. Tuttavia, uno dei taglialegna stava cantando caldamente il Sutra del Cuore, quindi lo spirito del legno lo vide come devoto e tornò indietro senza girare il cuscino di questo taglialegna. Si dice che la mattina dopo tutti gli altri 7 siano morti. 

## Il significato del ribaltamento del cuscino
Si pensa che sin dai tempi antichi in Giappone si credesse ampiamente che l'anima lasciasse il corpo mentre sognava e che non potesse tornare nel corpo se il cuscino veniva ribaltato in quel momento. Nello storico racconto Ōkagami scritto negli ultimi anni del periodo Heian, c'è una dichiarazione su come Fujiwara no Yoshitaka ha lasciato un testamento che diceva che alla sua morte, si sarebbe assicurato di tornare in questo mondo, quindi non ci sarebbe stato un funerale secondo le consuete usanze, ma nonostante ciò si tenne un normale funerale con la posizione del cuscino corretta per essere rivolta a nord, quindi il suo desiderio di rinascere non fu esaudito. Il folclorista Akira Takeda osserva che il cuscino contiene lo spirito vivente di una persona o ikiryo, e girare il cuscino significherebbe avvicinare quella persona alla morte.
Il folclorista Miyata Noboru osserva che in passato in Giappone, sognare era pensato come un modo per andare in un altro mondo e, per sognare, le persone accendevano un aroma che induce il sonno nel loro hakomakura (箱 枕, scatola del cuscino). Miyata osserva che, per questo motivo, il cuscino è uno strumento speciale per spostarsi in un altro mondo, fondamentalmente un confine alle interazioni con un'altra dimensione, e per far girare il proprio cuscino durante il sonno, questo "makura-gaeshi" (capovolgimento del cuscino) sarebbe uno stato anormale in cui tutto l'ordine è capovolto.
Si ritiene che queste credenze popolari sui cuscini fossero l'origine di queste leggende makuragaeshi, e il verificarsi di un makuragaeshi (ribaltamento del cuscino) era temuto come uno stato anormale in cui il proprio corpo è tagliato fuori dalla propria anima, ma man mano che questa convinzione si estingueva, il makuragaeshi (capovolgimento del cuscino) era visto come un semplice scherzo.